# Delonte West
Pour les articles homonymes, voir West.
Delonte Maurice West (né le 26 juillet 1983, à Washington DC) est un ancien joueur de basket-ball professionnel américain évoluant aux postes de meneur de jeu et d'arrière. Il mesure 1,87 m.

## Biographie

### Carrière universitaire
Entre 2001 et 2004, il joue pour les Hawks à l'université Saint-Joseph de Philadelphie.

### Carrière professionnelle

#### Celtics de Boston (2004-2007)
Le 24 juin 2004, il est drafté par les Celtics de Boston en 24e position lors de la draft 2004. Dès sa seconde saison en NBA (2005-2006), Doc Rivers, l'entraîneur des Celtics, en fait son meneur de jeu titulaire. La saison suivante (2006-2007) est plus difficile pour lui et il est mis en concurrence avec Rajon Rondo.

#### SuperSonics de Seattle (2007-2008)
Le 28 juin 2007, il est transféré aux SuperSonics de Seattle, dans le cadre de l'échange qui voit notamment l'arrière All-Star Ray Allen signer aux Celtics.

#### Cavaliers de Cleveland (2008-2010)
Quelques mois plus tard, le 21 février 2008, il est à nouveau transféré, cette fois aux Cavaliers de Cleveland, qui cherchent à renforcer l'équipe en vue des playoffs. En retour de West, ils cèdent leur choix de 6e position en vue de la prochaine draft de la NBA. D'autres joueurs rejoignent les Cavaliers en même temps que lui : Ben Wallace, Joe Smith et Wally Szczerbiak.
Il s'impose d'emblée comme le meneur de jeu titulaire de l'équipe. La saison suivante (2008-2009), à la suite de l'arrivée du meneur Maurice Williams, il est décalé au poste d'arrière.

#### Celtics de Boston (2010-2011)
Durant l'été 2010, il est arrêté pour possession d'arme illégale.
Le 26 juin 2010, il est transféré aux Timberwolves du Minnesota avec Sebastian Telfair en échange de Ryan Hollins, Ramon Sessions et un second tour de draft 2013.
Le 2 août 2010, il est libéré de son contrat par les Timberwolves. Le 9 août 2010, il devient agent libre.
Le 31 août 2010, il revient aux Celtics de Boston.
Le 1er juillet 2011, il devient agent libre.

#### Mavericks de Dallas (2011-2012)
Durant le lock-out NBA 2011, le 13 décembre 2011, il s'engage pour un an chez les Mavericks de Dallas, champion en titre, où il tente de relancer sa carrière après une saison compliquée à Boston.
Le 1er juillet 2012, il devient agent libre.
Le 26 juillet 2012, il signe un nouveau contrat avec les Mavericks. Le 29 octobre 2012, avant le début de la saison NBA 2012-2013, il est libéré par les Mavericks.

#### Legends du Texas (2013)
Après un passage mitigé à Dallas, il connaît des problèmes extra-sportif, et ne retrouve pas sa place en NBA.
Le 25 janvier 2013, il signe en G-League et joue un an aux Legends du Texas.

#### Sturgeons de Fujian (2013-2014)
Le 2 octobre 2013, il rejoint la Chine et les Sturgeons de Fujian.

#### Sharks de Shanghai (2014)
Le 12 septembre 2014, il reste en Chine et rejoint la très réputée équipe des Sharks de Shanghai.
Malgré trois saisons correctes entre la Chine et la G-League, il ne retrouve pas de contrat en NBA. Puis, sa bipolarité diagnostiquée en 2008 et ses problèmes d'addictions deviennent un problème majeur dans sa vie.

#### Legends du Texas (2015)
Le 12 janvier 2015, il signe avec les Guaros de Lara au Vénézuéla. Le 11 mars 2015, il quitte l'équipe sans avoir joué un match avec eux.
Le 11 mars 2015, il revient en G-League chez les Legends du Texas. Le 2 avril 2015, il est libéré de son contrat par les Legends.

### Retraite sportive
En janvier 2020, des images de l'ex joueur NBA menotté et tenant des propos incohérents à Dallas émeuvent l'association des joueurs NBA qui tente de l'aider financièrement. Son ami et ex coéquipier Jameer Nelson lance un appel à l'aide.
En octobre 2020, il est aperçu en train de faire la manche à Dallas, et c'est le propriétaire des Mavericks, Mark Cuban qui le récupère en voiture et lui propose son aide.

## Affaires judiciaires
Le 17 septembre 2009, West a été arrêté pour une infraction au code de la route alors qu'il conduisait une moto à trois roues Can-Am Spyder. Au cours de cet arrêt, on a découvert que West avait un pistolet Beretta 9 mm dans sa ceinture, un revolver Ruger .357 Magnum attaché à sa jambe et un fusil de chasse Remington 870 dans un étui de guitare sur son dos. Il a ensuite été arrêté et a comparu devant le tribunal le 20 novembre 2009. West a soutenu qu'il déplaçait les armes vers un autre endroit parce que sa mère l'avait informé que les enfants de ses cousins les avaient trouvées par hasard dans un placard de chez lui. West a plaidé coupable des accusations de trafic d'armes et a été condamné à une surveillance électronique, à une probation sans surveillance et à 40 heures de travaux d'intérêt général ainsi qu'à des conseils psychologiques.
Le 15 octobre 2022, West a de nouveau été arrêté dans le comté de Fairfax, en Virginie, après avoir été vu en train d'essayer de monter dans une voiture qui ne lui appartenait pas. Il a été inculpé de quatre chefs d'accusation de délit.

## Statistiques

### Universitaires
| Saison    | Équipe       | Matchs | Titul. | Min./m | % Tir | % 3pts | % LF | Rbds/m. | Pass/m. | Int/m. | Ctr/m. | Pts/m. |
| --------- | ------------ | ------ | ------ | ------ | ----- | ------ | ---- | ------- | ------- | ------ | ------ | ------ |
| 2001-2002 | Saint-Joseph |        |        |        |       |        |      |         |         |        |        |        |
| 2002-2003 | Saint-Joseph | 26     | 22     | 30,2   | 47,4  | 37,4   | 81,4 | 4,35    | 3,19    | 1,58   | 0,19   | 17,27  |
| 2003-2004 | Saint-Joseph | 32     | 32     | 33,5   | 51,0  | 41,2   | 89,2 | 5,38    | 4,75    | 1,72   | 0,19   | 18,88  |
| Carrière  | Carrière     | 58     | 54     | 32,0   | 49,3  | 39,2   | 86,2 | 4,91    | 4,05    | 1,66   | 0,19   | 18,16  |

### Professionnelles

#### Saison régulière
| Saison    | Équipe    | Matchs | Titul. | Min./m | % Tir | % 3pts | % LF | Rbds/m. | Pass/m. | Int/m. | Ctr/m. | Pts/m. |
| --------- | --------- | ------ | ------ | ------ | ----- | ------ | ---- | ------- | ------- | ------ | ------ | ------ |
| 2004-2005 | Boston    | 39     | 7      | 13,0   | 42,6  | 35,8   | 70,4 | 1,67    | 1,36    | 0,54   | 0,21   | 4,49   |
| 2005-2006 | Boston    | 71     | 71     | 34,0   | 48,7  | 38,5   | 85,1 | 4,07    | 4,63    | 1,18   | 0,65   | 11,77  |
| 2006-2007 | Boston    | 69     | 47     | 32,2   | 42,7  | 36,5   | 85,3 | 3,01    | 4,41    | 1,07   | 0,49   | 12,25  |
| 2007-2008 | Seattle   | 35     | 5      | 20,8   | 38,8  | 33,9   | 66,7 | 2,74    | 3,23    | 0,86   | 0,29   | 6,83   |
| 2007-2008 | Cleveland | 26     | 26     | 31,0   | 44,0  | 36,7   | 78,8 | 3,73    | 4,46    | 1,12   | 0,73   | 10,31  |
| 2008-2009 | Cleveland | 64     | 64     | 33,6   | 45,7  | 39,9   | 83,3 | 3,17    | 3,53    | 1,47   | 0,20   | 11,73  |
| 2009-2010 | Cleveland | 60     | 3      | 25,0   | 44,5  | 32,5   | 81,0 | 2,82    | 3,27    | 0,92   | 0,47   | 8,80   |
| 2010-2011 | Boston    | 24     | 2      | 18,9   | 45,8  | 36,4   | 86,7 | 1,54    | 2,67    | 0,83   | 0,42   | 5,62   |
| 2011-2012 | Dallas    | 44     | 33     | 24,1   | 46,1  | 35,5   | 88,6 | 2,30    | 3,16    | 1,32   | 0,25   | 9,57   |
| Carrière  | Carrière  | 432    | 258    | 27,4   | 44,8  | 37,2   | 82,6 | 2,93    | 3,56    | 1,08   | 0,41   | 9,72   |

Dernière mise à jour le 11 juin 2022.

#### Playoffs
| Saison   | Équipe    | Matchs | Titul. | Min./m | % Tir | % 3pts | % LF  | Rbds/m. | Pass/m. | Int/m. | Ctr/m. | Pts/m. |
| -------- | --------- | ------ | ------ | ------ | ----- | ------ | ----- | ------- | ------- | ------ | ------ | ------ |
| 2005     | Boston    | 7      | 3      | 16,4   | 52,4  | 45,5   | 50,0  | 1,29    | 0,57    | 1,00   | 0,14   | 4,14   |
| 2008     | Cleveland | 13     | 13     | 34,9   | 40,0  | 42,9   | 85,4  | 3,31    | 4,15    | 1,15   | 0,46   | 10,85  |
| 2009     | Cleveland | 14     | 14     | 42,2   | 46,5  | 33,3   | 83,3  | 3,50    | 4,14    | 1,36   | 0,50   | 13,79  |
| 2010     | Cleveland | 11     | 0      | 24,4   | 41,8  | 15,8   | 93,8  | 1,91    | 2,64    | 0,82   | 0,27   | 6,73   |
| 2011     | Boston    | 9      | 0      | 18,9   | 46,8  | 36,8   | 80,0  | 1,89    | 1,33    | 0,56   | 0,00   | 6,56   |
| 2012     | Dallas    | 4      | 3      | 22,0   | 42,3  | 50,0   | 100,0 | 1,75    | 2,00    | 0,75   | 0,00   | 7,50   |
| Carrière | Carrière  | 58     | 33     | 29,1   | 44,2  | 36,1   | 84,7  | 2,52    | 2,84    | 1,00   | 0,29   | 9,07   |

## Records sur une rencontre en NBA
Les records personnels de Delonte West en NBA sont les suivants, :
| Type de statistique        | Saison régulière | Saison régulière          | Saison régulière | Playoffs | Playoffs                | Playoffs      |
| Type de statistique        | Record           | Adversaire                | Date             | Record   | Adversaire              | Date          |
| -------------------------- | ---------------- | ------------------------- | ---------------- | -------- | ----------------------- | ------------- |
| Points                     | 31               | Timberwolves du Minnesota | 4 mars 2007      | 22       | @ Magic d'Orlando       | 30 mai 2009   |
| Paniers marqués            | 12               | @ Suns de Phoenix         | 22 février 2006  | 9        | @ Magic d'Orlando       | 30 mai 2009   |
| Paniers tentés             | 22               | @ Suns de Phoenix         | 22 février 2006  | 19       | @ Magic d'Orlando       | 30 mai 2009   |
| Paniers à 3 points réussis | 5                | 4 fois                    | 4 fois           | 5        | @ Wizards de Washington | 27 avril 2008 |
| Paniers à 3 points tentés  | 11               | Wizards de Washington     | 25 décembre 2008 | 8        | 2 fois                  | 2 fois        |
| Lancers francs réussis     | 12               | Timberwolves du Minnesota | 4 mars 2007      | 10       | @ Celtics de Boston     | 14 mai 2008   |
| Lancers francs tentés      | 14               | Timberwolves du Minnesota | 4 mars 2007      | 13       | @ Celtics de Boston     | 14 mai 2008   |
| Rebonds offensifs          | 4                | 2 fois                    | 2 fois           | 2        | 3 fois                  | 3 fois        |
| Rebonds défensifs          | 10               | 2 fois                    | 2 fois           | 6        | @ Celtics de Boston     | 8 mai 2008    |
| Rebonds totaux             | 11               | Clippers de Los Angeles   | 2 février 2007   | 7        | @ Celtics de Boston     | 8 mai 2008    |
| Passes décisives           | 12               | 2 fois                    | 2 fois           | 9        | Hawks d'Atlanta         | 5 mai 2009    |
| Interceptions              | 8                | Bucks de Milwaukee        | 4 mars 2009      | 4        | 2 fois                  | 2 fois        |
| Contres                    | 4                | Knicks de New York        | 2 novembre 2005  | 4        | @ Celtics de Boston     | 8 mai 2008    |
| Balles perdues             | 7                | @ Suns de Phoenix         | 12 mars 2009     | 6        | @ Celtics de Boston     | 18 mai 2008   |
| Minutes jouées             | 54               | Magic d'Orlando           | 28 mars 2007     | 47       | @ Magic d'Orlando       | 26 mai 2009   |

- Double-double : 8
- Triple-double : 0

Dernière mise à jour : 16 février 2023

## Salaires
Les gains de Delonte West en NBA sont les suivants :
| Saison      | Équipe      | Salaire      |
| ----------- | ----------- | ------------ |
| 2004-2005   | Boston      | 939 480 $    |
| 2005-2006   | Boston      | 1 010 040 $  |
| 2006-2007   | Boston      | 1 080 480 $  |
| 2007-2008   | Cleveland   | 1 889 760 $  |
| 2008-2009   | Cleveland   | 3 850 000 $  |
| 2009-2010   | Cleveland   | 4 254 250 $  |
| 2010-2011   | Boston      | 1 069 509 $  |
| 2011-2012*  | Dallas      | 1 146 337 $  |
| 2012-2013   | Dallas      | 992 680 $    |
| Total Gains | Total Gains | 16 232 536 $ |

Note : * En 2011, le salaire moyen d'un joueur évoluant en NBA est de 5 150 000 $.